# Bruskowo Małe
Bruskowo Małe (Duits: Klein Brüskow) is een plaats in het Poolse district  Słupski, woiwodschap Pommeren. De plaats maakt deel uit van de gemeente Słupsk en telt 113 inwoners.